# Israel López
Israel López Hernández (ur. 29 września 1974 w mieście Meksyk) – meksykański piłkarz występujący najczęściej na pozycji defensywnego pomocnika, obecnie zawodnik Querétaro.
López jest wychowankiem stołecznego zespołu Pumas UNAM – z drużyną tą był związany przez pierwsze osiem lat profesjonalnej kariery. Po krótkim epizodzie w C.D. Guadalajara został zawodnikiem Toluki, z którą wywalczył dwa tytuły mistrzowskie (Apertura 2002, Apertura 2005). W 2006 roku przeszedł do Cruz Azul. Stąd był wypożyczany do Toluki, Necaxy, Tecos UAG i Querétaro.
Łopez był także reprezentantem Meksyku; w latach 2000–2007 rozegrał w kadrze narodowej 26 spotkań. Brał udział w Igrzyskach Olimpijskich 2004 i Złotym Pucharze CONCACAF 2005.